# Llums de Nadal

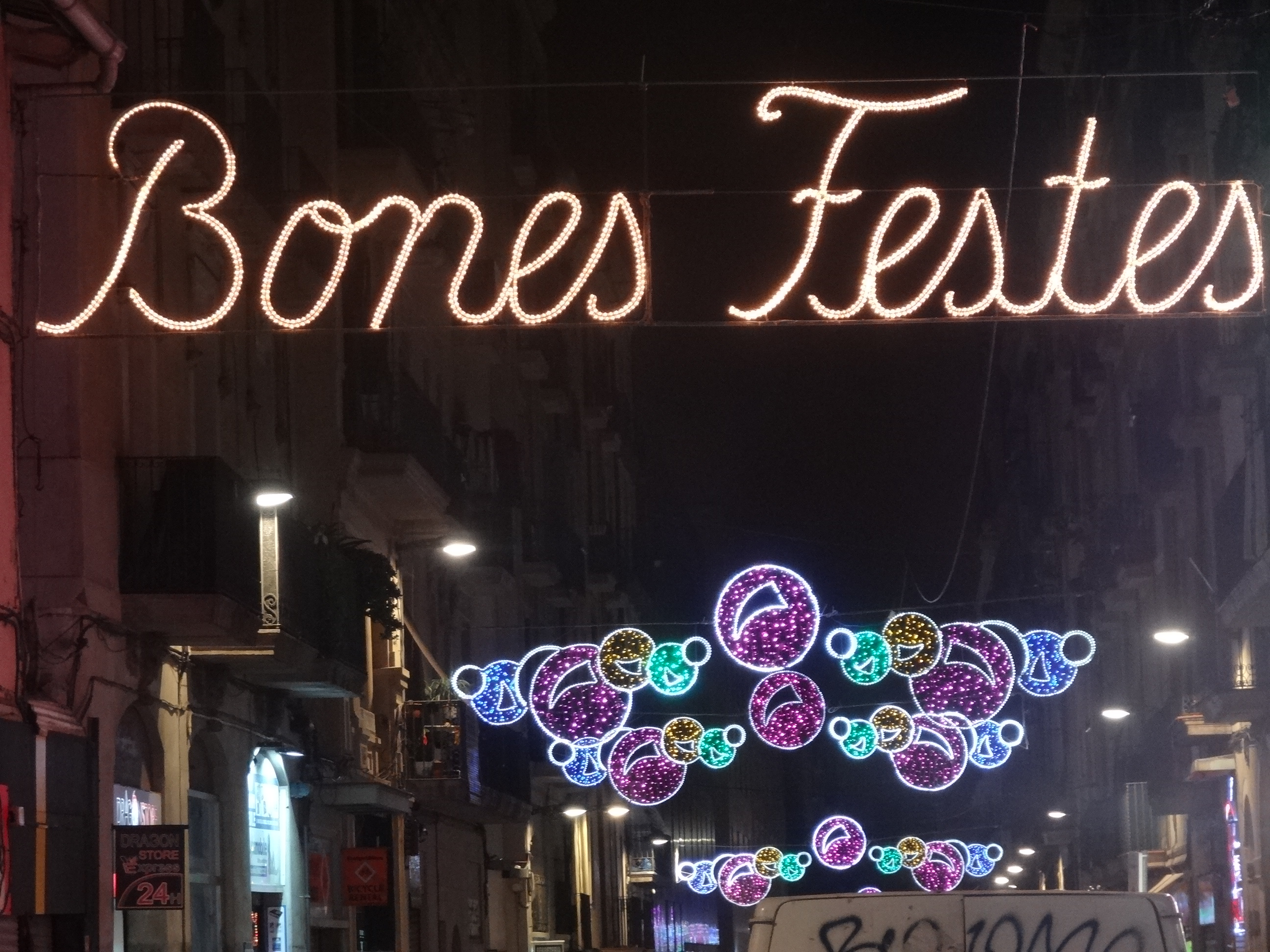
Llums de Nadal a un carrer de Barcelona 2016

Els llums de Nadal són les garlandes lluminoses característiques del període nadalenc que decoren els edificis, els carrers i els interiors de les cases. Aquest conjunt de llums encesos, des de l'inici de l'Advent i fins a final de Nadal, tenen la funció de solemnitzar la festa i d'il·luminar els carrers, especialment les zones comercials. En algunes localitats se sol solemnitzar el dia de l'encesa dels llums, fent celebracions o actes especials.

## Origen
La celebració del Nadal lloa el solstici d'hivern, quan la llum torna de nou i s'acaben les tenebres. Les llums nadalenques simbolitzen el retorn a la vida després d'una època de fred i de llargues nits.
Aquest tipus de decoració té els seus orígens en el segle xviii, quan les classes benestants alemanyes començaren a decorar els arbres de Nadal de les seves cases amb espelmes. En el segle XX es van fer populars els arbres de Nadal il·luminats amb llum elèctrica obrint el camí a l'ornamentació elèctrica posterior dels espais públics i privats. En alguns països —com, per exemple, als Estats Units— aquest costum pren molta rellevància en la decoració dels habitatges particulars a partir dels anys 60. A la fi del segle XX aquest costum ja s'havia estès a altres països no occidentals com ara el Japó.

## Tecnologia dels llums de Nadal
La tecnologia usada per a crear llums de Nadal ha anat evolucionant amb el temps. Inicialment es solien usar simples portalàmpades amb bombetes d'incandescència. En l'actualitat, la fabricació de bombetes tipus Edisson ha estat prohibida a tot Europa per tal de reduir el consum d'electricitat, per la qual cosa, en la mesura que els antics llums es van reemplaçant, els díodes emissors de llum o LED, van prenent cada vegada més rellevància, alhora que, suposadament, disminueixen de forma dràstica el consum elèctric.

## Controvèrsies

### Contaminació lumínica
Hi poderoses raons per a considerar l'excés de llum com a no sostenible i diverses organitzacions demanen una reducció, particularment en dates nadalenques. Durant el Nadal, la quantitat d'energia extra que es pot arribar a consumir a tot el món desenvolupat, d'una manera tan supérflua, podria representar una amenaça seriosa. A la llarga, la factura mediambiental en forma de canvi climàtic, pluja àcida, residus nuclears o contaminació la acabarà pagant tot el planeta.
Així, es posa en evidència la contradicció en què cauen els consistoris que, d'una banda, recolzen les propostes a favor del desenvolupament sostenible i l'estalvi energètic i, d'altra banda, atorguen ajudes econòmiques als llums nadalencs. L'Ajuntament de Barcelona, per exemple, ha reduït l'ornamentació del seu edifici a la mínima expressió però encara atorga subvencions a les lluminàries.

### Diversitat religiosa
La presència, cada cop més nombrosa a les ciutats europees, d'una gran diversitat cultural i religiosa fa que es plantegin situacions contràries a certs costums quan arriba el Nadal. Així, per exemple, a ciutats com Barcelona no sempre hi ha consens, per part d'alguns comerciants d'origen asiàtic (indis i pakistanesos), a l'hora de contribuir a les despeses dels llums nadalencs. Aquest fet pot causar malestar entre botiguers i botigueres i entre el veïnat "de tota la vida" que veuen en la creixent immigració una ingerència en tradicions molt arrelades.
Cal tenir en compte, però, que en molts dels països d'origen d'aquests comerciants nouvinguts la llum elèctrica és un luxe. Per a molts d'ells, pot ser inviable adoptar els nostres patrons de consum. Saben que per sortir de la pobresa han de ser eficients i no malbaratar recursos. En certa manera, el seu comportament podria ser solidari i contribuir a una millor distribució dels recursos energètics a nivell mundial.

### Estètica
Els valors estètics de l'ornamentació nadalenca occidental no sempre són compartits per tothom. Així, per exemple, el pessebre de la plaça Sant Jaume de Barcelona, any rere any, rep tantes alabances com crítiques negatives de transeünts que se'l miren amb reticència. Quelcom semblant passa amb els llums de Nadal.
La teòrica del disseny, Anna Pujades, citava, en un llibre sobre Barcelona, els llums nadalencs del carrer Pelai i, en general, tota l'estètica nadalenca, com un exemple rellevant d'estètica kitsch. Segons les seves paraules: «per celebrar el Nadal gran part dels esdeveniments col·lectius que s'han donat i es donaran a Barcelona apareixen com a kitsch pel seu caràcter genèric (per mediàtic) i sentimental (per la complaença en la comunió emotiva que provoquen). El mateix es podria dir de certs esdeveniments periòdics afectats de sensibleria com el Nadal».

## Els llums de Nadal a Catalunya
A Catalunya, el període en què es pot engegar la lluminària comença a finals del mes de novembre. L'autorització depèn dels ajuntaments. Segons la normativa ambiental catalana de prevenció de la contaminació lluminosa, fins al dia de reis, es poden autoritzar un màxim de 168 hores de funcionament.
El 2017, l'encesa de llums de Nadal a Barcelona es va fer des de la Rambla. La intenció de l'Ajuntament era homenatjar les víctimes de l'atemptat del 17 d'agost i també reconèixer la resposta dels comerciants i veïns.
Després dels fets esdevinguts a Barcelona l'1 d'Octubre va haver diverses propostes populars per tal de suspendre la il·luminació nadalenca com a expressió de protesta davant la repressió de l'Estat. Finalment, però, a Barcelona, això no es va fer. Tot i així, es va decidir que cada dia, de 18 h a 22 h, s'il·luminaran de color groc diverses fonts de la ciutat com a protesta pels polítics empresonats. La Font Màgica de Montjuïc, la del passeig de Gràcia o la de la rambla de Catalunya eren algunes de les fonts que es van proposar. El govern de l'estat espanyol, però, va acabar prohibint el color groc a tota Catalunya.